# Пінкнівілл (Іллінойс)
Пінкнівілл (англ. Pinckneyville) — місто (англ. city) в США, в окрузі Перрі штату Іллінойс. Населення — 5066 осіб (2020).

## Географія
Пінкнівілл розташований за координатами 38°5′9″ пн. ш. 89°23′52″ зх. д. / 38.08583° пн. ш. 89.39778° зх. д. (38.085884, -89.397678).  За даними Бюро перепису населення США в 2010 році місто мало площу 11,17 км², з яких 10,46 км² — суходіл та 0,71 км² — водойми.

## Демографія
Згідно з переписом 2010 року, у місті мешкало 5648 осіб у 1478 домогосподарствах у складі 871 родини. Густота населення становила 506 осіб/км².  Було 1666 помешкань (149/км²).
Расовий склад населення:
| - 67,4 % — білих - 25,2 % — чорних або афроамериканців - 0,5 % — азіатів - 0,3 % — корінних американців - 5,9 % — осіб інших рас |

До двох чи більше рас належало 0,8 %. Частка іспаномовних становила 7,2 % від усіх жителів.
За віковим діапазоном населення розподілялося таким чином: 13,7 % — особи молодші 18 років, 74,2 % — особи у віці 18—64 років, 12,1 % — особи у віці 65 років та старші. Медіана віку мешканця становила 35,0 року. На 100 осіб жіночої статі у місті припадало 220,7 чоловіків;  на 100 жінок у віці від 18 років та старших — 253,1 чоловіків також старших 18 років.
Середній дохід на одне домашнє господарство  становив 60 747 доларів США (медіана — 38 631), а середній дохід на одну сім'ю — 91 918 доларів (медіана — 61 838). Медіана доходів становила 46 625 доларів для чоловіків та 31 050 доларів для жінок. За межею бідності перебувало 18,6 % осіб, у тому числі 29,3 % дітей у віці до 18 років та 13,0 % осіб у віці 65 років та старших.
Цивільне працевлаштоване населення становило 1395 осіб. Основні галузі зайнятості: освіта, охорона здоров'я та соціальна допомога — 28,6 %, виробництво — 13,0 %, сільське господарство, лісництво, риболовля — 9,5 %, мистецтво, розваги та відпочинок — 8,4 %.